# Krikor Mekhitarian
Krikor Mekhitarian (São Paulo, 15 de novembre de 1986) és un jugador d'escacs brasiler que té el títol de Gran Mestre des de 2010.
A la llista d'Elo de la FIDE de l'octubre de 2022, hi tenia un Elo de 2544 punts, cosa que en feia el jugador número 4 (en actiu) del Brasil, i el 53è millor jugador d'Amèrica. El seu màxim Elo va ser de 2589 punts, a la llista de juliol de 2015.

## Resultats destacats en competició
Fill de mare brasilera i pare libanès, ambdós d'origen armeni, el 2012 fou per primer cop campió del Brasil amb 8½ punts d'11 partides. El 2015 fou segon al Magistral Copa Mercosur amb 8 punts de 10, a un punt del campió Yuniesky Quezada Pérez. El gener de 2016 tornà a ser campió del Brasil amb 10 punts d'11 partides, només cedint dues taules contra el segon i cinquè classificat.

### Participació en olimpíades d'escacs
Mekhitarian ha participat, representant el Brasil, en tres Olimpíades d'escacs entre els anys 2010 i 2014, amb un resultat de (+7 =12 –5), per un 54,2% de la puntuació. El seu millor resultat el va fer a l'Olimpíada del 2014 en puntuar 6½ de 10 (+5 =3 -2), amb el 65,0% de la puntuació, amb una performance de 2543.